# Роланд Лессінг
Роланд Лессінг (ест. Roland Lessing; 14 квітня 1978, Тарту) — естонський біатлоніст, призер етапу  Кубка світу, учасник 4-х Олімпійських ігор, лідер естонської біатлонної збірної.

## Виступи на Олімпійських іграх
| Рік  | Міце проведення | Інд | Спр | Пр | МС | Ест |
| 2002 | Солт-Лейк-Сіті  | 45  | 70  |    |    | 11  |
| 2006 | Турин           | 62  | 58  | 51 |    | 15  |
| 2010 | Ванкувер        | 65  | 62  |    |    | 14  |

## Виступи на Чемпіонатах світу
| Рік  | Міце проведення      | Інд | Спр | Пр | МС | Ест | ЗМ |
| 1999 | Контіолахті          |     | 47  | 55 |    | 13  |    |
| 2000 | Осло                 |     | 64  |    |    |     |    |
| 2000 | Лахті                |     |     |    |    | 13  |    |
| 2001 | Поклюка              |     | 65  |    |    |     |    |
| 2003 | Ханти-Мансійськ      | 68  |     |    |    | 9   |    |
| 2004 | Обергоф              | 83  | 88  |    |    | 14  |    |
| 2005 | Гохфільцин           | 84  | 50  | 40 |    | 16  |    |
| 2007 | Антхольц-Антерсельва | 23  | 42  | 37 |    | 11  | 12 |
| 2008 | Естерсунд            | 74  | 17  | 32 |    | 12  | 11 |
| 2009 | Пхьончхан            | 68  | 67  |    |    | 14  | 13 |
| 2011 | Ханти-Мансійськ      | 41  |     |    |    | 15  |    |

## Кар'єра в Кубку світу
- Дебют в кубку світу — 18 грудня 1998 року в естафеті в Брезно-Осрбліє — 16 місце.
- Перше попадання в залікову зону — 26 листопада 2005 року в спринті в Естерсунді — 12 місце.
- Перше попадання на подіум — 20 грудня 2009 року в гонці переслідуванняі в Поклюці — 2 місце.

Першим роком Роланда в біатлоні став 1987 рік, а з 1998 року він почав виступати за національну збірну. Найкращим його особистим результатом є 2 місце в гонці переслідування, яке він здобув  2006 року в Поклюці. Починаючи з сезону 2005-2006 спортсмен постійно входить до загального заліку біатлоністів, досягши найвищого результату у сезоні 2005-2006 та 2009-2010 - 59 місце.

## Загальний залік в Кубку світу
- 2005—2006 — 59-е місце (44 очки)
- 2006—2007 — 63-е місце (24 очки)
- 2007—2008 — 68-е місце (27 очок)
- 2008—2009 — 61-е місце (84 очки)
- 2009—2010 — 59-е місце (79 очок)
- 2010—2011 — 67-е місце (61 очко)